# Site d’escalade du Bourget
Die Site d’escalade du Bourget (deutsch Kletterstätte Bourget) war eine temporäre Wettkampfstätte für Sportklettern in der französischen Gemeinde Le Bourget.

## Geschichte
Nachdem Paris den Zuschlag zur Austragung der Olympischen Sommerspiele 2024 erhalten hatte, war in Le Bourget eine neue Sporthalle vorgesehen, wo während den Spielen die Volleyballturniere stattfinden sollten. Nachdem das Organisationskomitee beschloss, diese in der Arena Paris Sud 1 auszutragen, wurde beschlossen die Wettkämpfe im Sportklettern an Le Bourget zu vergeben.
Für die Errichtung der Wettkampfstätte wurde das Gebiet des bereits bestehenden Sportparks umgestaltet, so wurden auf dem Areal ein Leichtathletikstadion mit einer Sitzplatztribüne sowie ein Kunstrasenspielfeld für Fußball errichtet. Des Weiteren wurde das ehemalige Schwimmbad abgerissen und an einer anderen Stelle ein neues errichtet. Im Zuge der Umgestaltung wurden zudem zwei neue Schulen und eine neue Sporthalle mit Kletterwänden gebaut. Die Halle diente während der Olympischen Spiele zum Aufwärmen und wird seither von Freizeitsportlern genutzt.
Für die Wettkämpfe wurde eine überdachte Bühne mit drei Kletterwänden errichtet. Der Bereich vor der Bühne bot Platz für 3000 Stehplätze. Dahinter wurde eine temporäre Stahlrohrtribüne errichtet, die über 3000 Sitzplätze verfügte. Nach den Olympischen Spielen wurde die Wettkampfstätte abgebaut. Auf dem Gelände sollen ein Spielplatz und sieben Tennisplätze entstehen.